# Hidroszféra
A hidroszféra (vízburok) a Föld különböző halmazállapotú vizeket tartalmazó része. Neve a görög hidro- (víz) és szféra (burok) szavak összetételéből ered. A 0,5‰-nél nagyobb sótartalmú vizeket sós, az ennél kevesebb oldott ásványi anyagot tartalmazókat édesvizeknek nevezzük.

## Helyzete
A Föld felszínének 70,8%-át borítja. Nagy többsége óceán:
- Csendes-óceán 180 millió km²;
- Atlanti-óceán 106 millió km²;
- Indiai-óceán 76 millió km².

Alul (a kontinensek alatt átlagosan mintegy 5 km mélységig) átfedi a szilárd kőzetburkot (litoszféra), fölül (a felszín fölött mintegy 10 km-ig) a légkört (atmoszféra).

## A Föld vízkészlete
A hidroszféra teljes tömege (1,38 * 1021 kg) a Föld teljes tömegének mindössze 0,03%-a. Ez a készlet gyakorlatilag állandó: a vulkánok csak évi 1011 kg-gal gyarapítják (a víz mineralizálódásának mérlege nélkül).
A Föld vízkészletének megoszlása:
- óceánokban — 1348 000 ezer km³;
- litoszférában kötött — 235 900;ezer km³;
- talaj-, pórus- és karsztvíz 4000 m mélyig — 8060;ezer km³;
- sarkvidéki és magashegyi jég — 27820;ezer km³;
- tavakban, folyókban és lápokban — 226,2;ezer km³;
- légkörben 12,3;ezer km³;
- különféle élőlényekben — 1,13;ezer km³;

## A hidroszféra története
A Föld vízburka hozzávetőleg 3,8 milliárd éves; eddigre csökkent a felszín hőmérséklete a forrpont alá. A vízgőz túlnyomó részének kicsapódása, az ősóceán kialakulása teremtette meg a Földön az élet feltételeit. A földtörténet igen jelentős része a világóceán szintváltozásainak története: amikor a vízszint magas volt; az ősi kontinentális táblákat elöntötte a víz, és azon üledékek rakódtak le; amikor alacsony, a szárazföld a selfek peremeiig is kiterjedhetett. Ezek vízszintváltozások földtani értelemben igen gyorsak voltak; éppen ezért jórészt ezek alapján különítjük el a földtörténeti korokat. Az óceáni medencék térfogata zömmel tektonikus okok hatására változik (óceánközépi hátságok, szigetcsoportok emelkednek ki, illetve kontinensek tolódnak ezekre stb.).

## A víz körforgalmai
A víz körforgalmának legjellemzőbb eleme az erős fiziko-kémiai jelleg, halmazállapotának rendszeres változása. A körforgás legtöbb típusának két fő hajtóereje a napsugárzás energiája és a gravitáció; a felszín alatti vizek körforgásában jelentős szerepet játszik a hidrosztatikus, illetve a kőzetnyomás is.
1. Víz—gőz ciklus
A víz a felszínről, illetve annak közeléből fiziko-kémiailag elpárolog (evaporáció) vagy az élő szervezetek (zömmel a növények) elpárologtatják (transzspiráció). Az atmoszférából csapadékként a felszínre hullik, és ott:
- egy része ismét elpárolog;
- egy része a felszínen lefolyik;
- egy része beszivárog, és egy ideig a felszín alatt áramlik, mielőtt újra felszínre kerülne.

2. Víz—gőz—jég ciklus
A víz a felszínről, illetve annak közeléből elpárolog, az atmoszférából hó formájában a sarki jégsapkákra vagy a hegyvidékek hóhatár fölötti részére hullik. Ezután:
- egy része közvetlenül elpárolog (szublimál);
- egy része lassacskán tömörödik (firn) és jéggé fagy, majd a gravitáció hatására (zömmel gleccserekben) lefelé mozdul. A hóhatár alá érve vagy az óceán vizében elolvad.

A Föld felszínén megtelepült, tartós hó-, illetve jégburok a krioszféra, ami a földtörténet kivételesen ritka képződménye. Kialakulásának két feltétele:
- a Föld történetének hidegház (az éghajlati optimumnál alacsonyabb átlaghőmérsékletű) szakasza;
- a kontinensek széttagolódása, szétszóródása (a földtörténet azon szakaszaiban, amelyekben a földrészek egy-két szuperkontinenssé állnak össze, a hidroszféra és az atmoszféra nagy, a jelenlegitől alapvetően eltérő áramlási rendszereinek köszönhetően a hőmérséklet globális eloszlása a mostaninál sokkal egyenletesebb; az egyenlítői és a sarkvidékek hőmérsékletének különbsége sokkal kisebb.

3. Víz—kőzet ciklus
A kőzetek kémiai mállásának részeként a vulkáni kőzetüvegek, valamint az oxidos jellegű, kristályos kőzetalkotó ásványok jelentős része (alapvetően a földpátok, a földpátpótlók és a színes szilikátok kolloid jellegű oxi-hidroxidokká (agyagásványokká, vas-oxi-hidroxidokká stb.) alakul át, miközben a felszíni vízfolyások valamely üledékgyűjtő medencébe szállítják. Ugyancsak jelentős mennyiségű víz mineralizálódik (alakul ásvánnyá) az úgynevezett evaporitos összletekben, azaz a bepárlódó vizekből kicsapódó sóásványokban. Az így mineralizált vizet a rárakódó üledékrétegek eltemetik. A kellőképp mélyre temetett víztartalmú ásványok a nyomás és a hőmérséklet hatására részben vagy teljesen dehidratálódnak (leadják víztartalmukat). A belőlük kipréselt vizet a túlnyomás kipréseli a kőzetből; az ilyen helyeken felszálló vízmozgás alakul ki.
4. Biológiai ciklus
Valamennyi élőlény — főleg anyagcseréjének részeként — rendszeresen vesz fel és ad le vizet. A víz az élő sejtek fontos eleme, az életfolyamatok közege. A élő szervezetekben tárolt víz mennyisége viszonylag csekély; a hidroszféra összes vizének mindössze 0,00006%-a.
5. Társadalmi ciklus
A gazdasági élet legtöbb ágazata (kiváltképp a mezőgazdaság és egyes iparágak) meglehetősen sok vizet használ fel.

## A természetes vizek kémiája

### Csapadék
A csapadékvízben oldott gázok aránya eltér a levegőben megszokottól, mivel a vízben az egyes gázok eltérő mértékben oldódnak: a levegőben jelentősebb arányban szereplő gázok közül a legjobban a szén-dioxid, a legkevésbé a nitrogén. A csapadék mindig tartalmaz valamennyi szilárd alkotórészt (port, kormot, pernyét stb.) is. A csapadékvíz összetétele ennek megfelelően térben és időben változékony. Kémhatását igen jelentősen befolyásolja a környezetszennyezés, főként a széntüzelésű hőerőművek kén-dioxid-kibocsátása. A kénd-ioxid a levegőben kén-trioxiddá oxidálódik, és a kénsav (illetve a maradék kénessav) elsavanyítja a vizet (savas eső). Ennek megfelelően Magyarország nyugati határszélén a lehulló csapadék átlagos pH-ja mintegy 4,5; a keleti határszélig ez körülbelül 6,5-re nő.
4,5 pH-jú magyarországi csapadékvíz átlagos összetétele (mg/l):
- ammónium — 1,46
- nátrium — 5,3
- kálium — 0,35
- magnézium — 1,7
- kalcium — 6,64
- klorid — 1,03
- nitrát — 2,54
- szulfát — 22,23

### Folyóvizek
A folyóvizek oldottanyag-tartalma többnyire 200–500 mg/l közötti; jelentősen függ attól, hogy a víz milyen kőzetekről folyik le: az üledékes vízgyűjtőkben többnyire nagyobb, mint a magmás vagy metamorf kőzetek alatt. A tőzeglápokból eredő vizek oldottanyag-tartalma az 1000 mg/l-t is elérheti.

### Tavak, víztározók
1. Az átfolyásos tavak vizének összetétele a rajtuk átfolyó folyóvizekéhez közeli.
2. A lefolyástalan tavak vize bepárlódik, sótartalma jelentősen megnő. Ennek legszélsőségesebb példája a Holt-tenger.
3. A mélyebb tavakban sajátos koncentráció- és hőrétegződés alakul ki. Tartós hőfelvétel hatására nő (hőleadás hatására csökken) a fedő vízréteg (epilimnion) vastagsága. A mély víz (hipolimnion) jóval hidegebb; hőfoka a környéken uralkodó kőzethőmérséklethez közeli. A két víztípus közötti, úgynevezett ugróréteg (metalimnion) igen keskeny; a víz hőmérséklete ez alatt és fölött is jóval lassabban változik.
Amikor a felszín lehűl, a lehűlt és ezzel besűrűsödött víz lesüllyed, és a helyébe melegebb, könnyebb víz áramlik fel: beindul a cirkuláció. Ez addig tart, amíg a teljes víztömeg le nem hűl 4 °C-ra (ezen a hőmérsékleten a legsűrűbb a víz). Ezután a felszín befagy, és a negatív hőmérsékletű jégtől a 4 °C-os víz felé úgynevezett inverz rétegződés alakul ki. A mélyebb tavak többnyire télen sem fagynak be, mert ahhoz először teljes víztömegüknek 4 °C-osra kellene hűlnie.
A mély vizű tavakat a hőmérsékletváltozás menete szerint típusokba osztják. Ezekben jelentősen különböznek az egyes anyagok koncentrációi – így például a Tanganyika-tó fenékvize sós és ettől sűrű, tehát a tóban gyakorlatig nincs cirkuláció, így 200 m alatt már oldott oxigén és így élet sincs. A mélyebb vizű tavak, tározók vizének kémiai összetétele többnyire kevéssé különbözik a folyóvizekétől: a fontos különbség az, hogy a lényegesen lassabb áramlás miatt ezek hordalékszállító képessége sokkal kisebb, ezért a folyóvizekben lebegő anyag túlnyomó része a tavakban kiülepszik. Ettől a tavak vize lényegesen kevésbé zavaros a beömlő folyókénál. Az átlátszóbb vízben mélyebbre jutnak le a fénysugarak, vastagabb az asszimilációs zóna.
4. A sekély tavak vizét a hullámzás rendszeresen felkavarja, így azokban rétegződés nem alakul ki, a lebegő anyag nem vagy sokkal kevésbé ülepszik ki.

### Tengerek
A Világóceán (és a peremtengerek) vizének összetétele földrajzi helyzettől függetlenül csaknem állandó; az egyes komponensek aránya stabil. Kémhatását főként az oldott hidrogén-karbonát mennyisége befolyásolja; pH-ja 7,5–8,3 között változik. A tengervíz átlagos sótartalma 34,72‰ (34,72 g/l).
Az átlagos sótartalmú tengervíz fontosabb ionjai (g/l):
- nátrium — 10,54
- klorid — 18,98
- kalcium — 0,4
- magnézium — 1,27
- kálium — 0,38
- szulfát — 2,46
- bromid — 0,065

A tengervízben oldott légköri gázok aránya (N2: O2:CO2 = 63:34:1,6) lényegesen eltér atmoszferikus arányaiktól (N2: O2:CO2 = 78:21:0,03). Ezek az arányok meglehetősen változékonyak. Így például a felszín közelében az asszimiláció eredményeként felszaporodhat az oldott oxigén, a mélyebb vízrétegekben az állatok légzése és a szerves anyagok bomlásának hatására a szén-dioxid. A nyílt óceánok összes sótartalma a pólusok és az Egyenlítő között övezetesen változik: a legnagyobb (kb. 37‰) az északi, illetve déli szélesség 30° tájékán, a legkisebb (kb. 32‰) a pólusok körül.
A beltengerek vize változatos összetételű: a meleg beltengerek sókoncentrációja az intenzív párolgás hatására megnő (Vörös-tenger: 41‰), a hideg beltengerek sótartalma a bőséges csapadék, a beömlő folyóvizek és a kisebb párolgás miatt az óceánokénál kisebb (Balti-tenger: 10‰).
A folyóvizek és a tengervíz összetételének (ionarányainak) jelentős különbözősége két fő tényezőre vezethető vissza:
- a kalciumot és a karbonátot az élőlények kivonják a vízből, hogy beépítsék azokat mészvázukba;
- a kálium az agyagásványokba épül be.

A sótartalom növekedésével a tengervíz fagypontja csökken (az átlagos sótartalmú tengervízé −2,12 °C), és sűrűségmaximuma is lefelé mozdul el: a 27,4‰ sótartalmú víz 0 °C-on a legsűrűbb). Ez a két tényező jelentősen késlelteti a tengervíz fagyását. Mivel a jég jó hőszigetelő, a felszíni jégréteg csak lassan hízik.

## Felszín alatti vizek
A felszín alatti vizek a vízvezető kőzetekben áramlanak. Ezeket kialakulásuk és a vízvezetés jellege szerint három alapvető csoportba osztjuk:
- talaj;
- porózus vízvezető kőzetek;
- repedéses vízvezető kőzetek.

A talaj vízvezető képesség szempontjából porózus kőzetnek számít, a magyar szakirodalomban azonban külön kezeljük: a talajvíz a felszín alatt, az első vízzáró réteg fölött helyezkedik el. Áramlásának fő mozgatóereje a gravitáció. A talajvíz tükrét abban a mélységben jelöljük, ami alatt már minden pórust teljesen víz tölt ki; ez az úgynevezett kétfázisú (szilárd + folyékony) zóna. Efölött a pórusok térfogatának egy részében talajlevegő van; ez az úgynevezett háromfázisú (szilárd + folyékony + légnemű) zóna. Az ebben a található víz a talajnedvesség. A talajvízszint idomul a domborzathoz, de annak egyenetlenségeit tompítva követi.
A porózus vízvezető kőzetek többnyire eltérő vízvezető képességű rétegekből állnak. A vízzáró rétegek között, a vízvezető kőzetekben áramló víz a rétegvíz.
A repedéses vízvezető kőzetek többnyire karbonátos üledékes kőzetek (főleg mészkő) vagy sókőzetek. Ezekben a kőzet oldódásának eredményeként nagy, karsztos üregrendszerek (egyebek közt barlangok) alakulnak ki, jelentősen megnövelve a kőzet vízvezető képességét. Az ezekben áramló víz a karsztvíz.
A mélyre jutó víz felmelegszik: a 20 °C-nál melegebb rétegvizet hévíznek nevezzük; ezek egyikét-másikát idővel gyógyvízzé minősítik. Nagyobb nyomáson, illetve hőmérsékleten, hosszabb idő alatt a víz több ásványi anyagot old ki a kőzetekből. A klasszikus, szakmai alapú meghatározás szerint az 1000 mg/l-nél (1 g/l-nél) több oldott ásványi anyagot tartalmazó víz az ásványvíz — az Európai Unió a 2000-es években ezt a fogalmat átértelmezte, és a jogszabályban eredetfüggő módon határozta meg az „ásványvíz” fogalmát — az ebből adódó zűrzavarból egyelőre (2010-ben) még nem sikerült kilábalni.